# بئار-ژئوورسیا
بئار-ژئوورسیا (به فرانسوی: Béard-Géovreissiat) یک کمون در فرانسه است که در canton of Nantua واقع شده‌است.

## خصوصیات
بئار-ژئوورسیا ۴٫۶۹ کیلومترمربع مساحت و ۹۰۸ نفر جمعیت دارد و ۵۰۰ متر بالاتر از سطح دریا واقع شده‌است.